# Hervé Gaguenetti
Hervé Gaguenetti (* 10. Januar 1967) ist ein französischer Gitarrist des Gypsy Jazz.

## Leben und Wirken
Gaguenetti, der aus einer Manouchefamilie stammt und keinen formalen Musikunterricht hatte, ist der Cousin von Ritary Gaguenetti. Seit 2001 arbeitete er als Rhythmusgitarrist in dessen Quintett, das mehrere Alben einspielte, zunächst Fara Ap Raïza (beim Label Passavant). Internationale Tourneen und weitere Alben wie Ma mélodie (2004), Maïjee (2006) oder Gipsy Soul (2009) folgten, teilweise in veränderten Besetzungen.
Mit dem Trio von Matcho Winterstein nahm Ganguenetti 2010 das Album Une histoire en cours… Django Reinhardt Tribute auf. 2015 entstand in der Londoner QuecumBar mit Aurélien Bouly und Ducato Piotrowski sowie Trompeter Sid Gault das Album The Three Gypsy Patrons. Weiterhin ist er auf Denis Changs Album Nature Boy (2007) zu hören. Er hat den Titel Chouka geschrieben.